# Hyloscirtus lascinius
La rana andina del Tama (Hyloscirtus lascinius) es una especie de anfibios de la familia Hylidae.
Habita en Colombia y Venezuela.
Sus hábitats naturales incluyen montanos secos, ríos, jardines rurales y zonas previamente boscosas ahora muy degradadas.